# DOXXbet liga 2015/2016
2. slovenská fotbalová liga 2015/16 (sponzorským názvem DOXXbet liga)  byla 23. ročníkem druhé nejvyšší fotbalové soutěže na Slovensku, do níž zasáhlo 24 týmů. Vítězem se stal 1. FC Tatran Prešov, který postoupil do Fortuna ligy 2016/2017, a tak se po třech letech vrátil do nejvyšší slovenské ligy. Následovaly druhý MFK Tatran Liptovský Mikuláš a třetí FC VSS Košice, oba se ztrátou dvou bodů na vítěze.
Nováčky ve skupině západ byly týmy FK Dukla Banská Bystrica (sestup z Fortuna ligy) a dva vítězové regionálních skupin 3. ligy – OFK Dunajská Lužná a TJ Iskra Borčice. Ve skupině východ byly nováčky FC VSS Košice (administrativní sestup z Fortuna ligy) a dva vítězové regionálních skupin 3. ligy – OFK Teplička nad Váhom a FK Spišská Nová Ves. Místo zrušeného košického B-mužstva ve východní skupině obsadil druhý tým východní skupiny třetí ligy FK Haniska.

## Systém soutěže
Mužstva ve skupinách odehrála každý s každým 22 kol v základní části, přičemž šest nejlepších mužstev v základní části postoupilo do celoslovenské nadstavbové části, ve které se konalo dvanáct zápasů (doma-venku) s postupujícími mužstvy druhé skupiny. Do finální tabulky se počítaly pouze zápasy proti týmům, které odehrály celoslovenskou nadstavbovou část. Vítěz postoupil přímo do nejvyšší soutěže. Mužstva, která v základní části skončila na 7. až 12. místě, odehrála mezi sebou dalších deset zápasů. Kluby, které pak skončily na posledních dvou místech, automaticky sestoupily do nižší soutěže.

## Účastníci

### Skupina Západ
| Klub                     | Stadion                    | Kapacita | Sezóna 2014/2015     |
| ------------------------ | -------------------------- | -------- | -------------------- |
| FK Dukla Banská Bystrica | Štadión SNP                | 10 000   | 12. místo v I. lize  |
| FC Nitra                 | Štadión pod Zoborom        | 11 384   | 5. místo             |
| ŠK Senec                 | NTC Senec                  | 3 264    | 9. místo             |
| FC Spartak Trnava B      | Štadión TJ Slovan Červeník | 300      | 18. místo            |
| FK Pohronie              | Štadión Žiar nad Hronom    | 1 500    | 13. místo            |
| FK Slovan Duslo Šaľa     | Futbalový štadión Šaľa     | 1 126    | 11. místo            |
| ŠKF Sereď                | Štadión Sereď              | 5 800    | 10. místo            |
| AFC Nové Mesto nad Váhom | Štadión AFC Považan        | 2 500    | 20. místo            |
| ŠK Slovan Bratislava B   | Štadión FK Rapid Ružinov   | 5 000    | 16. místo            |
| MŠK Žilina B             | Štadión pod Dubňom         | 11 181   | 8. místo             |
| TJ Iskra Borčice         | Štadión TJ Iskra Borčice   | 1 000    | 1. místo v III. lize |
| OFK Dunajská Lužná       | Športový areál OFK         | 1 500    | 1. místo v III. lize |

### Skupina Východ
| Klub                         | Stadion                               | Kapacita | Sezóna 2014/2015     |
| ---------------------------- | ------------------------------------- | -------- | -------------------- |
| Partizán Bardejov            | Mestský štadión Bardejov              | 3 400    | 6. místo             |
| Tatran Prešov                | Štadión Tatran                        | 5 410    | 3. místo             |
| MŠK Rimavská Sobota          | Na Záhradkách                         | 5 000    | 15. místo            |
| MFK Tatran Liptovský Mikuláš | Štadión Liptovský Mikuláš             | 1 950    | 4. místo             |
| MFK Dolný Kubín              | Futbalový štadión MUDr. Ivana Chodáka | 1 950    | 17. místo            |
| FK Poprad                    | NTC Poprad                            | 5 700    | 12. místo            |
| FK Haniska                   | Štadión FK Haniska                    | 1 000    | 2. místo v III. lize |
| FC Lokomotíva Košice         | Štadión Krásna nad Hornádom           | 1 500    | 14. místo            |
| MFK Lokomotíva Zvolen        | Mestský štadión Zvolen                | 1 500    | 7. místo             |
| FC VSS Košice                | Štadión Lokomotívy                    | 9 000    | 6. místo v I. lize   |
| OFK Teplička nad Váhom       | Štadión OFK Teplička nad Váhom        | 1 000    | 1. místo v III. lize |
| FK Spišská Nová Ves          | Futbalový štadión Spišská Nová Ves    | 10 000   | 1. místo v III. lize |

## Základní část

### Skupina Západ
| Pořadí | Klub                     | Zápasy | Výhry | Remízy | Prohry | Skóre | Rozdíl gólů | Body |
| ------ | ------------------------ | ------ | ----- | ------ | ------ | ----- | ----------- | ---- |
| 1.     | TJ Iskra Borčice         | 22     | 13    | 3      | 6      | 40–19 | +21         | 42   |
| 2.     | FK Pohronie              | 22     | 12    | 4      | 6      | 29–23 | +6          | 40   |
| 3.     | FC Nitra                 | 22     | 11    | 3      | 8      | 42–27 | +15         | 36   |
| 4.     | ŠK Slovan Bratislava "B" | 22     | 10    | 3      | 9      | 36–37 | –1          | 33   |
| 5.     | MŠK Žilina "B"           | 22     | 8     | 9      | 5      | 36–28 | +8          | 33   |
| 6.     | ŠKF Sereď                | 22     | 10    | 3      | 9      | 25–28 | –3          | 33   |
| 7.     | FK Dukla Banská Bystrica | 22     | 10    | 3      | 9      | 24–25 | –1          | 33   |
| 8.     | AFC Nové Mesto nad Váhom | 22     | 9     | 4      | 9      | 25–25 | 0           | 31   |
| 9.     | OFK Dunajská Lužná       | 22     | 9     | 4      | 9      | 27–32 | –5          | 31   |
| 10.    | FK Slovan Duslo Šaľa     | 22     | 8     | 1      | 13     | 24–39 | –15         | 25   |
| 11.    | FC Spartak Trnava "B"    | 22     | 7     | 0      | 15     | 16–27 | –11         | 21   |
| 12.    | ŠK Senec                 | 22     | 5     | 3      | 14     | 26–40 | –14         | 18   |

Kritéria určení pořadí: 1) body; 2) vzájemné zápasy
|  | Postup do nadstavbové části |
|  | Skupina o udržení           |

#### Tabulka výsledků
| P   | Klub                     | 1   | 2   | 3   | 4   | 5   | 6   | 7   | 8   | 9   | 10  | 11  | 12  |
| --- | ------------------------ | --- | --- | --- | --- | --- | --- | --- | --- | --- | --- | --- | --- |
| 1.  | FK Dukla Banská Bystrica | D   | 1–2 | 1–1 | 0–2 | 3–0 | 1–0 | 2–1 | 2–0 | 2–0 | 1–0 | 1–0 | 2–1 |
| 2.  | MŠK Žilina "B"           | 0–0 | O   | 4–1 | 1–1 | 2–1 | 3–3 | 1–0 | 6–2 | 1–1 | 0–0 | 1–1 | 0–0 |
| 3.  | ŠK Slovan Bratislava "B" | 2–1 | 1–0 | X   | 1–2 | 1–1 | 3–0 | 1–3 | 4–1 | 3–2 | 1–1 | 3–0 | 2–3 |
| 4.  | FK Pohronie              | 1–0 | 0–3 | 2–0 | X   | 2–0 | 3–0 | 2–1 | 1–0 | 2–0 | 2–3 | 2–0 | 0–1 |
| 5.  | OFK Dunajská Lužná       | 3–0 | 2–4 | 4–2 | 1–1 | B   | 1–0 | 1–0 | 2–2 | 0–1 | 2–0 | 1–2 | 0–2 |
| 6.  | ŠK Senec                 | 2–0 | 1–3 | 0–1 | 0–0 | 2–3 | E   | 2–0 | 2–0 | 3–1 | 1–3 | 4–2 | 3–5 |
| 7.  | FC Spartak Trnava "B"    | 0–2 | 1–0 | 0–1 | 0–2 | 2–0 | 2–1 | T   | 0–1 | 1–2 | 2–0 | 0–3 | 2–0 |
| 8.  | FK Slovan Duslo Šaľa     | 2–1 | 2–1 | 0–3 | 4–0 | 0–2 | 2–0 | 1–0 | –   | 1–2 | 0–2 | 1–0 | 1–3 |
| 9.  | FC Nitra                 | 1–1 | 5–1 | 6–1 | 2–2 | 5–0 | 1–0 | 1–0 | 3–0 | L   | 5–1 | 0–2 | 2–0 |
| 10. | ŠKF Sereď                | 2–0 | 1–1 | 2–3 | 2–1 | 1–2 | 1–0 | 1–0 | 2–1 | 2–0 | I   | 0–1 | 1–0 |
| 11. | AFC Nové Mesto nad Váhom | 1–2 | 2–0 | 2–1 | 0–1 | 0–0 | 2–2 | 0–1 | 2–1 | 3–2 | 2–0 | G   | 0–2 |
| 12. | TJ Iskra Borčice         | 4–1 | 2–2 | 2–0 | 4–0 | 0–1 | 3–0 | 3–0 | 1–3 | 1–0 | 3–0 | 0–0 | A   |

Vodorovně jsou výsledky na domácím hřišti, svisle na hřišti soupeře.
|  | Výhra domácich |
|  | Remíza         |
|  | Výhra hostí    |

### Skupina Východ
| Pořadí | Klub                         | Zápasy | Výhry | Remízy | Prohry | Skóre | Rozdíl gólů | Body |
| ------ | ---------------------------- | ------ | ----- | ------ | ------ | ----- | ----------- | ---- |
| 1.     | FC VSS Košice                | 20     | 13    | 3      | 4      | 36–15 | +21         | 42   |
| 2.     | 1. FC Tatran Prešov          | 20     | 11    | 7      | 2      | 46–18 | +28         | 40   |
| 3.     | MFK Tatran Liptovský Mikuláš | 20     | 10    | 6      | 4      | 32–18 | +14         | 36   |
| 4.     | MFK Lokomotíva Zvolen        | 20     | 10    | 3      | 7      | 25–22 | +3          | 33   |
| 5.     | FC Lokomotíva Košice         | 20     | 9     | 5      | 6      | 28–22 | +6          | 32   |
| 6.     | Partizán Bardejov            | 20     | 9     | 4      | 7      | 30–26 | +4          | 31   |
| 7.     | FK Poprad                    | 20     | 9     | 4      | 7      | 33–24 | +9          | 31   |
| 8.     | FK Haniska                   | 20     | 7     | 4      | 9      | 20–32 | –12         | 25   |
| 9.     | FK Spišská Nová Ves          | 20     | 4     | 3      | 13     | 16–37 | –21         | 15   |
| 10.    | OFK Teplička nad Váhom       | 20     | 3     | 4      | 13     | 14–38 | –24         | 13   |
| 11.    | MŠK Rimavská Sobota          | 20     | 2     | 3      | 15     | 14–42 | –28         | 6    |
| 12.    | MFK Dolný Kubín (odstoupil)  | 0      | 0     | 0      | 0      | 0–0   | 0           | 0    |

Kritéria určení pořadí: 1) body; 2) vzájemné zápasy
|  | Postup do nadstavbové části |
|  | Skupina o udržení           |

#### Tabulka výsledků
| P   | Klub                         | 1   | 2   | 3   | 4   | 5   | 6    | 7   | 8   | 9   | 10  | 11  | 12  |
| --- | ---------------------------- | --- | --- | --- | --- | --- | ---- | --- | --- | --- | --- | --- | --- |
| 1.  | FC VSS Košice                | D   | 4–0 | 4–1 | 1–1 | 3–0 | 3–0k | 3–0 | 1–1 | 3–1 | 3–1 | 1–0 | 3–0 |
| 2.  | MFK Lokomotíva Zvolen        | 0–0 | O   | 1–2 | 1–1 | 3–0 | 3–0  | 1–0 | 0–0 | 1–0 | 1–2 | 3–0 | 3–1 |
| 3.  | Partizán Bardejov            | 1–0 | 0–1 | X   | 1–1 | 2–0 | ――   | 2–1 | 3–0 | 4–3 | 2–1 | 5–1 | 1–1 |
| 4.  | 1. FC Tatran Prešov          | 1–0 | 3–0 | 2–1 | X   | 5–0 | 2–0  | 4–0 | 1–1 | 0–0 | 1–0 | 2–1 | 6–0 |
| 5.  | MŠK Rimavská Sobota          | 1–2 | 0–1 | 2–0 | 0–3 | B   | 1–0  | 2–2 | 0–2 | 1–2 | 0–4 | 1–0 | 0–0 |
| 6.  | MFK Dolný Kubín (odstoupil)  | ――  | ――    | 1–1 | 1–0 | 4–2 | E    | 2–0 | 0–1 | 3–0 | 0–2 | 1–3 | 1–0 |
| 7.  | OFK Teplička nad Váhom       | 0–1 | 1–0 | 0–1 | 0–4 | 0–0 | 2–4  | T   | 2–1 | 0–1 | 2–4 | 2–2 | 1–1 |
| 8.  | MFK Tatran Liptovský Mikuláš | 3–0 | 2–0 | 2–0 | 4–3 | 3–1 | ――   | 3–0 | –   | 0–1 | 0–0 | 1–2 | 3–0 |
| 9.  | FC Lokomotíva Košice         | 0–1 | 1–3 | 3–2 | 1–1 | 3–2 | 1–2  | 4–1 | 1–1 | L   | 2–0 | 3–0 | 1–1 |
| 10. | FK Poprad                    | 3–0 | 1–2 | 1–1 | 2–2 | 3–2 | 4–1  | 3–1 | 1–2 | 1–1 | I   | 1–0 | 4–1 |
| 11. | FK Spišská Nová Ves          | 0–3 | 3–2 | 1–1 | 2–3 | 2–1 | 3–1  | 1–0 | 1–2 | 0–0 | 0–1 | G   | 0–4 |
| 12. | FK Haniska                   | 1–3 | 1–2 | 1–0 | 3–2 | 2–1 | 1–0  | 0–1 | 1–1 | 1–0 | 1–0 | 1–0 | A   |

Vodorovně jsou výsledky na domácím hřišti, svisle na hřišti soupeře.
|  | Výhra domácich |
|  | Remíza         |
|  | Výhra hostů    |

## Nadstavbová část

### Skupina o postup
| Pořadí | Klub                         | Zápasy | Výhry | Remízy | Prohry | Skóre | Rozdíl gólů | Body |
| ------ | ---------------------------- | ------ | ----- | ------ | ------ | ----- | ----------- | ---- |
| 1.     | 1. FC Tatran Prešov          | 30     | 16    | 10     | 4      | 61–26 | +35         | 58   |
| 2.     | MFK Tatran Liptovský Mikuláš | 30     | 16    | 8      | 6      | 52–29 | +23         | 56   |
| 3.     | FC VSS Košice                | 30     | 18    | 5      | 7      | 48–23 | +25         | 56   |
| 4.     | FC Lokomotíva Košice         | 30     | 16    | 6      | 8      | 50–34 | +16         | 54   |
| 5.     | Partizán Bardejov            | 30     | 16    | 5      | 9      | 49–36 | +13         | 53   |
| 6.     | FK Pohronie                  | 30     | 15    | 6      | 9      | 35–33 | +2          | 51   |
| 7.     | FC Nitra                     | 30     | 13    | 7      | 10     | 54–36 | +8          | 46   |
| 8.     | MŠK Žilina "B"               | 30     | 11    | 8      | 11     | 41–36 | +5          | 41   |
| 9.     | MFK Lokomotíva Zvolen        | 30     | 11    | 6      | 13     | 30–34 | –4          | 39   |
| 10.    | ŠKF Sereď                    | 30     | 11    | 5      | 14     | 35–44 | –9          | 38   |
| 11.    | ŠK Slovan Bratislava "B"     | 30     | 9     | 4      | 17     | 38–63 | –25         | 31   |
| 12.    | TJ Iskra Borčice (odstoupil) | 0      | 0     | 0      | 0      | 0–0   | 0           | 0    |

Kritéria určení pořadí: 1) body; 2) vzájemné zápasy
|  | Postup do Fortuna ligy 2016/2017 |

#### Tabulka výsledků
| Klub                         | FK Pohronie | FC Nitra | ŠK Slovan "B" | MŠK Žilina "B" | ŠKF Sereď | TJ Iskra Borčice |
| ---------------------------- | ----------- | -------- | ------------- | -------------- | --------- | ---------------- |
| FC VSS Košice                | 0–1 1–2     | 2–1 0–1  | 3–0 2–1       | 0–0 2–1        | 2–1 0–0   | ――               |
| 1. FC Tatran Prešov          | 0–0 1–0     | 1–1      | 2–0 4–1       | 2–1 1–2        | 3–0 0–2   | ――               |
| MFK Tatran Liptovský Mikuláš | 4–0 0–0     | 3–1 1–1  | 1–0 5–2       | 1–0 0–3        | 3–1 4–1   | ――               |
| MFK Lokomotíva Zvolen        | 1–2 0–0     | 0–0 0–2  | 0–1 1–1       | 0–1 3–2        | 0–2 0–1   | 1–0 ――           |
| FC Lokomotíva Košice         | 3–1 2–1     | 1–0 1–4  | 4–0           | 1–0 2–2        | 2–1 2–3   | ―― 2–0           |
| Partizán Bardejov            | 3–1 0–1     | 3–1 2–1  | 1–0 4–1       | 1–2 1–0        | 1–0 3–3   | 1–0 ――           |

Horní řádek výsledkú uvádí zápasy na domácím hřišti týmů z východu, na dolním řádku  jsou výsledky z hřiště týmů ze západu.

### Skupina o udržení Západ
| Pořadí | Klub                     | Zápasy | Výhry | Remízy | Prohry | Skóre | Rozdíl gólů | Body |
| ------ | ------------------------ | ------ | ----- | ------ | ------ | ----- | ----------- | ---- |
| 1.     | FK Dukla Banská Bystrica | 32     | 16    | 5      | 11     | 45–33 | +12         | 53   |
| 2.     | AFC Nové Mesto nad Váhom | 32     | 14    | 5      | 13     | 41–39 | +2          | 47   |
| 3.     | FC Spartak Trnava "B"    | 32     | 15    | 1      | 16     | 36–33 | +3          | 46   |
| 4.     | OFK Dunajská Lužná       | 32     | 11    | 8      | 13     | 38–46 | –8          | 41   |
| 5.     | FK Slovan Duslo Šaľa     | 32     | 10    | 3      | 19     | 37–58 | –21         | 33   |
| 6.     | ŠK Senec                 | 32     | 6     | 5      | 21     | 35–69 | –34         | 23   |

Kritéria určení pořadí: 1) body; 2) vzájemné zápasy
|  | Sestup do 3. ligy 2016/2017 |

#### Tabulka výsledků
| P  | Klub                     | 1   | 2   | 3   | 4   | 5     | 6   |
| -- | ------------------------ | --- | --- | --- | --- | ----- | --- |
| 1. | FK Dukla Banská Bystrica | —   | 1–0 | 1–1 | 4–0 | 3–0   | 2–0 |
| 2. | AFC Nové Mesto nad Váhom | 1–3 | —   | 1–0 | 5–2 | 1 – 2 | 1–0 |
| 3. | OFK Dunajská Lužná       | 2–1 | 1–2 | —   | 1–1 | 1–1   | 1–1 |
| 4. | FK Slovan Duslo Šaľa     | 2–2 | 1–3 | 1–0 | —   | 0–1   | 6–0 |
| 5. | FC Spartak Trnava "B"    | 1–0 | 2–0 | 3–0 | 1–0 | —     | 5–0 |
| 6. | ŠK Senec                 | 1–4 | 2–2 | 2–4 | 2–0 | 1–4   | —   |

Vodorovně jsou výsledky na domácím hřišti, svisle na hřišti soupeře.
|  | Výhra domácich |
|  | Remíza         |
|  | Výhra hostí    |

### Skupina o udržení Východ
| Pořadí | Klub                   | Zápasy | Výhry | Remízy | Prohry | Skóre | Rozdíl gólů | Body |
| ------ | ---------------------- | ------ | ----- | ------ | ------ | ----- | ----------- | ---- |
| 1.     | FK Poprad              | 28     | 15    | 6      | 7      | 54–32 | +12         | 51   |
| 2.     | FK Haniska             | 28     | 8     | 5      | 15     | 23–48 | –15         | 29   |
| 3.     | OFK Teplička nad Váhom | 28     | 7     | 5      | 16     | 27–50 | –23         | 26   |
| 4.     | FK Spišská Nová Ves    | 28     | 7     | 4      | 17     | 33–50 | –17         | 25   |
| 5.     | MŠK Rimavská Sobota    | 28     | 5     | 4      | 19     | 25–58 | –33         | 16   |

Kritéria určení pořadí: 1) body; 2) vzájemné zápasy

#### Tabulka výsledků
| P  | Klub                   | 1   | 2   | 3   | 4   | 5   |
| -- | ---------------------- | --- | --- | --- | --- | --- |
| 1. | FK Poprad              | —   | 1–1 | 3–2 | 1–0 | 4–0 |
| 2. | FK Haniska             | 1–3 | —   | 0–5 | 0–1 | 1–0 |
| 3. | FK Spišská Nová Ves    | 0–3 | 2–0 | —   | 1–2 | 4–0 |
| 4. | OFK Teplička nad Váhom | 2–4 | 2–0 | 2–2 | —   | 2–1 |
| 5. | MŠK Rimavská Sobota    | 2–2 | 2–0 | 3–1 | 3–2 | —   |

Vodorovně jsou výsledky na domácím hřišti, svisle na hřišti soupeře.
|  | Výhra domácich |
|  | Remíza         |
|  | Výhra hostí    |

## Statistiky

### Nejlepší střelci
| P  | Hráč             | Klub                         | Góly | Odehrané minuty |
| -- | ---------------- | ---------------------------- | ---- | --------------- |
| 1  | Marko Milunović  | Partizán Bardejov            | 19   | 2292            |
| 2  | Matúš Paukner    | FC Nitra                     | 17   | 1465            |
| 2  | Lukáš Šebek      | AFC Nové Mesto nad Váhom     | 17   | 2252            |
| 4  | Dávid Leško      | 1. FC Tatran Prešov          | 16   | 1613            |
| 5  | Rudolf Bilas     | FK Poprad                    | 13   | 2058            |
| 6  | Marko Lukáč      | FK Poprad                    | 12   | 1900            |
| 6  | Róbert Ujčík     | FK Poprad                    | 12   | 2427            |
| 8  | Šimon Valachovič | FK Slovan Duslo Šaľa         | 11   | 2141            |
| 8  | Peter Katona     | 1. FC Tatran Prešov          | 11   | 2623            |
| 10 | Ján Novák        | TJ Iskra Borčice             | 10   | 1023            |
| 10 | Hector Tubonemi  | 1. FC Tatran Prešov          | 10   | 2078            |
| 10 | Kamil Karaš      | FC VSS Košice                | 10   | 2159            |
| 10 | Peter Jasenovský | MFK Tatran Liptovský Mikuláš | 10   | 2197            |

### Hattrick
| Kolo | Hráč               | Za klub                      | Soupeř                   | Výsledek | Gólů | Datum           |
| ---- | ------------------ | ---------------------------- | ------------------------ | -------- | ---- | --------------- |
| 2    | Matúš Paukner      | FC Nitra                     | ŠKF Sereď                | 5–1      | 4    | 8. srpna 2015   |
| 4    | Dávid Leško        | 1. FC Tatran Prešov          | MFK Lokomotíva Zvolen    | 3–0      | 3    | 22. srpna 2015  |
| 6    | Matúš Paukner      | FC Nitra                     | ŠK Slovan Bratislava B   | 6–1      | 3    | 5. září 2015    |
| 6    | Adam Morong        | FC Nitra                     | ŠK Slovan Bratislava B   | 6–1      | 3    | 5. září 2015    |
| 6    | Matúš Pekár        | FK Haniska                   | FK Spišská Nová Ves      | 4–0      | 3    | 5. září 2015    |
| 8    | Adam Morong        | FC Nitra                     | Dunajská Lužná           | 5–0      | 3    | 15. září 2015   |
| 9    | Rudolf Bilas       | FK Poprad                    | MŠK Rimavská Sobota      | 3–0      | 3    | 19. září 2015   |
| 9    | Alan Kováč         | TJ Iskra Borčice             | ŠK Slovan Bratislava B   | 3–2      | 3    | 21. září 2015   |
| 12   | Dárius Vandraško   | MFK Tatran Liptovský Mikuláš | MŠK Rimavská Sobota      | 3–1      | 3    | 10. října 2015  |
| 14   | Rudolf Bilas       | FK Poprad                    | MFK Dolný Kubín          | 4–1      | 3    | 24. října 2015  |
| 20   | Hector Tubonemi    | 1. FC Tatran Prešov          | FK Haniska               | 6–0      | 3    | 12. března 2016 |
| 26   | Kouakou Privat Yao | Spartak Trnava "B"           | ŠK Senec                 | 1–4      | 3    | 23. dubna 2016  |
| 31   | Kamil Karaš        | FC VSS Košice                | ŠK Slovan Bratislava "B" | 3–1      | 3    | 22. května 2016 |

### Žluté karty
| Poř. | Hráč                | Klub                  | Žluté |
| ---- | ------------------- | --------------------- | ----- |
| 1    | Ľuboslav Laura      | MFK Dolný Kubín       | 12    |
| 1    | Matej Vargic        | MŠK Rimavská Sobota   | 12    |
| 3    | Martin Mečiar       | FC Spartak Trnava "B" | 11    |
| 3    | Christián Stankovič | OFK Dunajská Lužná    | 11    |
| 3    | Dávid Huszár        | ŠK Senec              | 11    |
| 3    | Lukáš Horváth       | FC Lokomotíva Košice  | 11    |
| 7    | Erik Streňo         | FK Poprad             | 10    |
| 7    | Stanislav Morháč    | MŠK Rimavská Sobota   | 10    |
| 7    | Pavol Šuľák         | FC Lokomotíva Košice  | 10    |